# Jorge Ortiz de Landázuri
Jorge Ortiz de Landázuri Izarduy (Zaragoza, 23 de junio de 1969), conocido profesionalmente como Jorge Ortiz, es un director, editor y guionista de televisión español. Es hermano del músico Enrique Bunbury, excantante del grupo Héroes del Silencio.
El trabajo de Jorge Ortiz se ha especializado en documentales sobre el mundo del cine y sus protagonistas. Ha realizado además algunos videoclips para artistas españoles. Ha sido director de programas de Canal+, y desde 2020 es gerente de contenidos del canal #0 y de producción propia de Movistar+.

## Trayectoria profesional

### Como director
- Pasolini, el poeta en la playa (2000) (TV)
- Nouvelle vague: el cine sin dogmas (2000) (TV)
- Woody Allen: la vida y nada más (2000) (TV)
- Sydney Pollack y la generación del compromiso (2001) (TV)
- Nuevo cine español (2001) (TV)
- Cassavetes: Claroscuro americano (2001) (TV)
- Cine a través del espejo, El (2001) (TV)
- Visconti: La verdad del melodrama (2001) (TV)
- I Love New York (2002) (TV)
- Polanski y los ojos del mal (2002) (TV)
- Ripstein: Paseo por el humor y la muerte (2002)
- Espartaco (Informe confidencial) (2003)
- Tras la pista de Billy Wilder (2003)
- Código cine (2004), serie de TV
- El camino de Antonio Banderas, (2006) (TV)
- El Almodóvar que nadie conoce,[3] (2006) (TV)
- De par en par (1 episodio, 2008)

### Como editor
- I Love New York (2002) (TV)
- Polanski y los ojos del mal (2002) (TV)
- Código cine (2004), serie de TV (2004-2005)

### Como guionista
- El camino de Antonio Banderas (2006) (TV)
- Penélope, camino a los Oscar (2007) (TV)

### Videoclips dirigidos
- 1993 La herida, de Héroes del Silencio
- 1993 Nuestros nombres, de Héroes del Silencio
- 1993 Japón, de No me pises que llevo chanclas
- 1994 Flor de loto, de Héroes del Silencio
- 1994 Los placeres de la pobreza, de Héroes del Silencio
- 1994 Qué puedo hacer, de Los Planetas
- 1997 Salomé, de Enrique Bunbury
- 1998 Alicia (expulsada al país de las maravillas), de Enrique Bunbury
- 2002 Sí, de Enrique Bunbury
- 2002 Lady Blue, de Enrique Bunbury